# Melica schuetzeana
Melica schuetzeana là một loài thực vật có hoa trong họ Hòa thảo. Loài này được W.Hempel mô tả khoa học đầu tiên năm 1972.